# Săldăbagiu Mic
Săldăbagiu Mic – wieś w Rumunii, w okręgu Bihor, w gminie Căpâlna. W 2011 roku liczyła 466 mieszkańców.